# 瓦德冰川
78°10′S 163°27′E / 78.167°S 163.450°E
瓦德冰川（英語：Ward Glacier）是南極洲的冰川，位於維多利亞地，處於皇家學會嶺東部，流經特米努斯山和豪欽冰川，以塔斯馬尼亞的地質學家命名。